# Marsilea salvatrix
Marsilea salvatrix là một loài dương xỉ trong họ Marsileaceae. Loài này được Curr. mô tả khoa học đầu tiên năm 1863.
Danh pháp khoa học của loài này chưa được làm sáng tỏ. 